# François Fénelon
François de Salignac de la Mothe-Fénelon, més conegut com a François Fénelon (Senta Mundana, 6 d'agost de 1651 - Cambrai, 7 de gener de 1715), va ser un teòleg, escriptor i poeta catòlic. Actualment se'l recorda sobretot per ser un dels principals defensors de la filosofia cristiana del quietisme i per ser l'autor de l'obra Les aventures de Telèmac (1699) un atac a la monarquia francesa al qual en condemnava l'origen diví i l'absolutisme.
Fénelon nasqué al Castell de Fénelon a Senta Mundana, Perigord, Aquitània, fill del comte La Mothe-Fénelon. Als dotze anys va anar a la Universitat de Caors on va estudiar retòrica i filosofia. Quan el jove Fénelon va mostrar interès a seguir la carrera eclesiàstica els seus pares el van portar al Col·legi de Plessis i ja als quinze anys va fer un sermó públic. Als 21 anys va ingressar en el seminari de Saint-Sulpice a París. El 1675 va ser ordenat sacerdot. Quan el 1685 Lluís XIV va revocar l'edicte de Nantes l'església catòlica va fer una campanya per enviar els millors oradors a les regions franceses amb més població hugonot. Per suggeriment de Jacques-Bénigne Bossuet Fénelon va ser enviat durant tres anys a Saintonge per predicar als protestants. En aquesta època va publicar famoses obres seves com Tractat de l'Existència de Déu o Tractat de l'Educació de Noies Joves.
El 1689 Lluís XIV va nomenar-lo tutor del seu successor, el delfí de França. El 1693, Fénelon va ser escollit per ocupar un lloc a l'Acadèmia francesa i el 1696 nomenat arquebisbe de Kamerijk. Hi va morir el 1715 després d'anys de confinament a la seva arxidiòcesi.

## El quietisme
Miguel de Molinos va escriure una obra de caràcter religiós condemnada pel papa Innocenci XI que va influir en l'amiga de Fénelon, Madame de Maintenon i una comissió eclesiàstica va condemnar aquestes idees. Fénelon va enfrontar-se amb Jacques-Bénigne Bossuet sobre la necessitat de continuar condemnant Madame de Maintenon qui ja havia admès el seu error i que havia escrit que la que es considera la seva obra mestra Explication des Maximes des Saints on donava la seva pròpia interpretació de les conclusions de l'assumpte (Articles d'Issy). Lluís XIV va rellevar-lo del seu càrrec de tutor del successor reial i va confinar Fénelon dins l'arxidiòcesi de Cambrai. La Inquisició va condemnar les Maximes des Saints el 12 de març de 1699, en senyalar en l'obra 23 proposicions com no ortodoxes. Fénelon ho acceptà i l'assumpte va acabar així.